# Max Cloud ko(z)mikus odüsszeája
A Max Cloud ko(z)mikus odüsszeája (eredeti cím: Max Cloud) 2020-ban bemutatott amerikai sci-fi filmvígjáték, melyet Martin Owen rendezett, Owen és Sally Collett írt. A főszerepben Scott Adkins, John Hannah, Lashana Lynch, Isabelle Allen és Tommy Flanagan.
Az Amerikai Egyesült Államokban 2020. december 18-án mutatták be, Magyarországon DVD-n jelent meg szinkronizálva 2021. április elején.

## Cselekmény
Amikor egy Sarah nevű tizenéves videojáték-rajongót beviszik kedvenc játékába, és véletlenül megnyit egy portált és csapdába esik egy hírhedt intergalaktikus börtönben, ahol a galaxis legveszélyesebb gazemberei laknak. A játékból csak úgy lehet kijutni, ha befejezik. Az űrhős, Max Cloud társaságában Sarah a félelmetes bolygó ellen küzd, míg legjobb barátja, Cowboy Brooklyn a szobájából irányítja a játékot.

## Szereplők
| Szerep          | Színész                | Magyar hang         |
| --------------- | ---------------------- | ------------------- |
| Max Cloud       | Scott Adkins           | Pál Tamás           |
| Jake            | Elliot James Langridge | Baráth István       |
| Cowboy Brooklyn | Franz Drameh           | Penke Bence         |
| Sarah           | Isabelle Allen         | Bartus Emese        |
| Tony            | Sam Hazeldine          | Holl Nándor         |
| Revengor        | John Hannah            | Rosta Sándor        |
| Brock Donnelly  | Tommy Flanagan         | Petridisz Hrisztosz |
| Rexy            | Sally Collett          | Kereki Anna         |

További magyar hangok: Sági Tímea, Fehérváry Márton, Tarr Judit, Bor László, Koffler Gizella, Bergendi Áron